# Skřivánek (Ústí nad Labem)
Skřivánek je městská čtvrť na levém břehu Labe v Ústí nad Labem přímo nad městským centrem. Jedná se převážně o obytnou čtvrť tvořenou především cihlovými a panelovými domy. Patří do obvodu Ústí nad Labem-město a sousedí s centrem, Stříbrníky, sídlišti Severní Terasa a Hornická-Stará. Oproti centru se nachází na vyvýšenině. Jsou zde dvě základní školy, čtyři mateřské školy, soukromá střední škola, Dům Techniky, zdravotní středisko, obchodní středisko Panorama, celní ředitelství a horní vstup do letního kina.

## Historie
První domy se na Skřivánku stavěly po první světové válce. Mezi větší komplexy patří bytové domy pro zaměstnance ústeckého Spolku pro chemickou a hutní výrobu s prvky expresionismu ze začátku 30. let 20. století. Ve stejné době se také stavěla většina zdejších rodinných domů a vil. Po připojení města k Třetí říši v rámci odtržení Sudet od Československa zde pokračovala výstavba typizovaných bytových domů v dnešních ulicích Ženíškova a Ve Smyčce. Největší stavební ruch Skřivánek zažil od 50. let, kdy zde bylo vybudováno sídliště v duchu socialistického realismu. Plán sídliště byl pak začátkem 60. let přepracován a pokračovalo se s technologií panelových domů.

### Sídliště Skřivánek
Podrobný plán byl vypracován v roce 1962 architektem Vladimírem Emingerem. V roce 1963 začaly stavební práce, které byly ukončeny v roce 1968, kdy se dostavěly poslední domy na navazujícím sídlišti Hornická-Stará. Středem obytného celku byla ulice Slovenského národního povstání. Kolem této komunikace byla umístěna řada staveb občanské vybavenosti, například obchodní středisko Panorama, zdravotnické středisko, pošta a škola. Dále byly v dalších místech postaveny tři objekty pro dětské jesle, dva pro mateřské školy a další. Kromě typických panelových domů byly postaveny i čtrnáctipodlažní panelové věžové domy. Jedná se o kopie mosteckých atypů. Na sídlišti se nachází 1 635 bytů typu T06B. Zajímavostí je, že již původní vzhled domů byl výrazně barevný.  

## Doprava
Hlavními komunikacemi jsou ulice Hoření a Bělehradská, které obě vedou od serpentin v Důlcích a ulici Rooseveltova na Severní Terasu. Zároveň těmito ulicemi jezdí většina trolejbusů (linky 51, 52, 53, 54, 55) a autobusů (linky 2, 7, 15, 23) městského dopravního podniku, které čtvrť obsluhují.

## Přírodní poměry
Skřivánek je z větší části obklopen dalšími čtvrtěmi. Výjimku tvoří oblast na východ, kde se nachází Bertino údolí, kterým protéká Stříbrnický potok a oblast na sever, kde jsou volné plochy původně určené k výstavbě centra Severní Terasy.